# Hicham Jadrane
Hicham Jadrane Chazouani (Rabat, Marruecos, 12 de marzo de 1968) es un entrenador de fútbol español que actualmente entrena al Al-Khor Sports Club de la Liga de fútbol de Catar.

## Trayectoria
Es un entrenador de fútbol nacido en Rabat, Marruecos, afincado en el El Ejido en la provincia de Almería, por tanto posee la nacionalidad española desde el 13 de mayo de 1995 y es diplomado en Ciencias Experimentales.
Hicham comenzó su carrera como jugador profesional con el primer equipo de Fath Union Sport de Rabat. En 1988, se trasladó a Agadir donde firmó un contrato de dos años con Hassania Agadir. En 1990, junto con su familia se trasladó a España para completar sus estudios y en 1992, comenzó su carrera futbolística en España con el club Tercera División del CD Roquetas. En 1994, firmó por el CD Logroñés donde pondría fin a su carrera como jugador para continuar sus estudios.
Hicham comenzó su carrera de entrenador en las filas de La Mojonera C.F., en las divisiones regionales de fútbol almeriense en el año 2000.
En la temporada 2002-03, dirigiría al equipo de la UD Almería Sub-19.
En las temporadas 2004-05 y 2005-06, sería entrenador del Club Polideportivo Ejido "B".
En la temporada 2006-07, regresó a Marruecos donde fue nombrado entrenador asistente del técnico español Paco Fortes en el Raja Casablanca de la Liga de Fútbol de Marruecos. En su estancia en Casablanca, llevaron al club a su primer título de la Liga de Campeones Árabe en 2006 cuando su equipo derrotó al ENPPI Club de Egipto 3-1 en el global en la final.
En 2007, se convierte en primer entrenador del Fath Union Sport de Rabat de la Liga de Fútbol de Marruecos. Al término de la temporada, el club de Rabat desciende a Botola 2 ya que terminó en la zona de descenso en la 15.ª posición con 26 puntos de 4 victorias y 14 empates en el Liga de Fútbol de Marruecos 2007-08.
En 2008, regresó a España para ser entrenador de Las Norias Club de Fútbol con sede en El Ejido.
En 2010, firma por el US Témara de la Botola 2, donde acabó la temporada en la 13.ª posición con 39 puntos en 8 victorias y 15 empates.
En la temporada 2011-12, regresa a Almería para dirigir al Club Polideportivo Ejido "B".
En septiembre de 2012, firmó por el Al-Taliya Club de la Primera División de Omán. 
En marzo de 2013, firma por el Fanja SC de la Primera División de Omán, para convertirse en entrenador para el resto de la temporada 2012-13 y también para la temporada 2013-14. En su primera temporada en el club con sede en Mascate, les ayudó a asegurar la posición de subcampeón en la Liga de Élite de Omán 2012-13.
El 6 de abril de 2013, Hicham dimitió como entrenador del Fanja SC por razones médicas.
El 21 de julio de 2015, firmó un contrato por un año para ser nombrado director del Al-Nahda Club, con sede en Al-Buraimi de la Primera División de Omán. 
En la temporada 2016-17, firma por el East Riffa Club de la Liga Premier de Baréin.
En febrero de 2017, Hicham Jadrane se comprometió con el Buildcon Football Club de la Superliga de Zambia.
El 6 de julio de 2018, firma como entrenador del Al-Shamal Sports Club de la Segunda División de Catar.
El 9 de noviembre de 2021, lograría ascender a la Liga de fútbol de Catar.
En verano de 2022, firma por el Al-Khor Sports Club de la Liga de fútbol de Catar.

## Clubes

### Como entrenador
| Club                             | País      | Año             |
| -------------------------------- | --------- | --------------- |
| La Mojonera C.F.                 | España    | 2000-2002       |
| UD Almería Sub-19                | España    | 2002-2003       |
| Club Polideportivo Ejido "B"     | España    | 2004-2006       |
| Raja Casablanca (2.º Entrenador) | Marruecos | 2006-2007       |
| Fath Union Sport de Rabat        | Marruecos | 2007-2008       |
| Las Norias Club de Fútbol        | España    | 2008-2009       |
| US Témara                        | Marruecos | 2010-2011       |
| Club Polideportivo Ejido "B"     | España    | 2011-2012       |
| Al-Taliya Club                   | Omán      | 2012-2013       |
| Fanja SC                         | Omán      | 2013            |
| Al-Nahda Club                    | Omán      | 2015-2016       |
| East Riffa Club                  | Baréin    | 2016-2017       |
| Buildcon Football Club           | Zambia    | 2017-2018       |
| Al-Shamal Sports Club            | Catar     | 2018-2022       |
| Al-Khor Sports Club              | Catar     | 2022-Actualidad |